# Hamerský Špičák
Der Hamerský Špičák, auch Ostrý (deutsch Hammer Spitzberg; 452 m) ist ein Berg im Ralská pahorkatina in Nordböhmen (Tschechien). Seit 1996 steht der Berg in seiner Gesamtheit zusammen mit dem benachbarten Děvín als Naturdenkmal Děvín, Ostrý a Schachtstein unter Naturschutz.

## Lage und Umgebung
Der Hamerský Špičák befindet sich ungefähr vier Kilometer östlich der Stadt Stráž pod Ralskem (Wartenberg), am Rand einer weitgehend unbesiedelten Wald-Felslandschaft. Unmittelbar am Fuße befindet sich die kleine Gemeinde Hamr na Jezeře (Hammer am See) mit dem Hammer-See. Vom benachbarten, geologisch verwandten Děvín ist der Berg durch eine tiefe Einsattelung getrennt. Von 1947 bis 1991 lag der Berg im Sperrgebiet des  Truppenübungsplatzes Ralsko. Die Grenze des Übungsplatzes verlief unmittelbar am nördlichen Fuß des Berges.
Auf dem Gipfel befindet sich der markante Ringgraben einer mittelalterlichen Befestigung.

## Geologie
Der Hamerský Špičák besteht wie der Děvín aus sehr weichen Quadersandsteinen der Kreide, während der Gipfelgrat des Berges durch einen Basaltgang  geformt wird. Die Eisenerze im Kontaktbereich des Basaltes zum Sandstein waren Gegenstand des Bergbaues von Hamr na Jezeře. Restlöcher der Gruben sind bis heute an der Ostseite des Berges und am Gipfel sichtbar.

## Aussicht
Eine Aussicht vom Gipfel ist wegen des hohen Waldbestandes kaum möglich.

## Wege zum Gipfel
Zum Hamerský Špičák führt kein markierter Wanderweg. Vom Sattel zum benachbarten Děvín ist der Aufstieg entlang eines unmarkierten Weges von Osten möglich.